# Нізамі (опера)
«Нізамі» (азерб. Nizami) — опера відомого азербайджанського композитора Афрасіяба Бадалбейлі, поставлена в 1948 році.

## Історія
У 1939 році, у зв'язку з майбутнім 800-річчям Нізамі Гянджеві, Афрасіябу Бадалбейлі було доручено створення опери про життя великого мислителя і поета ХІІ століття. Але через початок в 1941 році Великої Вітчизняної війни прем'єра опери була відкладена.
Перша вистава опери відбулося 12 грудня 1948 року на сцені Азербайджанського театру опери і балету.